# الدینو (مریلند)
الدینو، ماریلند (به انگلیسی: Aldino, Maryland) یک محدوده ثبت‌نشده در ایالات متحده آمریکا است که در ایالت مریلند واقع شده‌است.

## خصوصیات
الدینو ۱۱۸٫۸۷ متر بالاتر از سطح دریا واقع شده‌است.